# Elecciones generales de las Islas Feroe de 1945

Elecciones generales tuvieron lugar en las Islas Feroe el 6 de noviembre de 1945. El Partido Popular se mantuvo como el partido mayoritario en el Løgting, obteniendo 11 de los 25 escaños.

## Resultados
| Partido                   | Votos  | %    | Escaños | +/– |
| ------------------------- | ------ | ---- | ------- | --- |
| Partido Popular           | 5 708  | 43,4 | 11      | –1  |
| Partido Unionista         | 3 199  | 24,4 | 6       | –2  |
| Partido de la Igualdad    | 3 007  | 22,8 | 6       | +1  |
| Partido del Autogobierno  | 1 235  | 9,4  | 0       |     |
| Total                     | 13 183 | 100  | 25      | 0   |
| Fuente: Election Passport |        |      |         |     |